# Skateboarden op de Olympische Zomerspelen 2024
Skateboarden was een van de sporten op de Olympische Zomerspelen 2024 in Parijs. Het was de tweede keer dat de sport op het olympisch programma staat. In totaal deden er 88 atleten mee aan vier evenementen, verspreid over twee onderdelen: park en street. Het skateboarden vond plaats op het Place de la Concorde, waar ook het 3×3-basketbal, het breakdancen en het freestyle BMX'en werden gehouden.

## Kwalificatie

### Park
Bij zowel de mannen als de vrouwen waren er 22 quotaplaatsen te vullen voor het parktoernooi. Daarbij geldt dat elk Nationaal Olympisch Comité (NOC) maximaal drie atleten per evenement mocht afvaardigen. Gastland Frankrijk was verzekerd van een quotaplaats. Twintig atleten kwalificeerden zich via de olympische ranglijst per 24 juni 2024, waarbij minstens een atleet van elk continent verzekerd was van deelname aan de Spelen. De olympische tripartitecommissie vergeeft tot slot een quotaplaats aan een atleet van een kleinere NOC.
| Toernooi                        | Datum             | Locatie | Mannen   | Mannen    | Mannen | Vrouwen  | Vrouwen   | Vrouwen |
| Toernooi                        | Datum             | Locatie | Plaatsen | Land      | Atleet | Plaatsen | Land      | Atleet  |
| ------------------------------- | ----------------- | ------- | -------- | --------- | ------ | -------- | --------- | ------- |
| Gastland                        | 13 september 2017 | –       | 1        | Frankrijk |        | 1        | Frankrijk |         |
| Olympische ranglijst            | 24 juni 2024      | –       | 20       |           |        | 20       |           |         |
| Uitnodiging tripartitecommissie | –                 | –       | 1        |           |        | 1        |           |         |
| Totaal                          |                   |         | 22       |           |        | 22       |           |         |

### Street
Bij zowel de mannen als de vrouwen zijn er 22 quotaplaatsen te vullen voor het streettoernooi. Daarbij geldt dat elk NOC maximaal drie atleten per evenement mag afvaardigen. Gastland Frankrijk is verzekerd van een quotaplaats. Twintig atleten kwalificeren zich via de olympische ranglijst per 24 juni 2024, waarbij minstens een atleet van elk continent verzekerd is van deelname aan de Spelen. De olympische tripartitecommissie vergeeft tot slot een quotaplaats aan een atleet van een kleinere NOC.
| Toernooi                        | Datum             | Locatie | Mannen   | Mannen    | Mannen | Vrouwen  | Vrouwen   | Vrouwen |
| Toernooi                        | Datum             | Locatie | Plaatsen | Land      | Atleet | Plaatsen | Land      | Atleet  |
| ------------------------------- | ----------------- | ------- | -------- | --------- | ------ | -------- | --------- | ------- |
| Gastland                        | 13 september 2017 | –       | 1        | Frankrijk |        | 1        | Frankrijk |         |
| Olympische ranglijst            | 24 juni 2024      | –       | 20       |           |        | 20       |           |         |
| Uitnodiging tripartitecommissie | –                 | –       | 1        |           |        | 1        |           |         |
| Totaal                          |                   |         | 22       |           |        | 22       |           |         |

## Medailles

### Medaillewinnaars
| Onderdeel  | Goud | Goud           | Zilver | Zilver        | Brons | Brons        |
| ---------- | ---- | -------------- | ------ | ------------- | ----- | ------------ |
| Park (m)   | AUS  | Keegan Palmer  | USA    | Tom Schaar    | BRA   | Augusto Akio |
| Street (m) | JPN  | Yuto Horigome  | USA    | Jagger Eaton  | USA   | Nyjah Huston |
|            |      |                |        |               |       |              |
| Park (v)   | AUS  | Arisa Trew     | JPN    | Kokona Hiraki | GBR   | Sky Brown    |
| Street (v) | JPN  | Coco Yoshizawa | JPN    | Liz Akama     | BRA   | Rayssa Leal  |

### Medaillespiegel
| Plaats | Land             | NOC    | Goud | Zilver | Brons | Totaal |
| ------ | ---------------- | ------ | ---- | ------ | ----- | ------ |
| 1      | Japan            | JPN    | 2    | 2      | 0     | 4      |
| 2      | Australië        | AUS    | 2    | 0      | 0     | 2      |
| 3      | Verenigde Staten | USA    | 0    | 2      | 1     | 3      |
| 4      | Brazilië         | BRA    | 0    | 0      | 2     | 2      |
| 5      | Groot-Brittannië | GBR    | 0    | 0      | 1     | 1      |
| Totaal | Totaal           | Totaal | 4    | 4      | 4     | 12     |